# Rikke Weissfeld
Rikke Weissfeld (født 4. december 1967) er en dansk skuespiller og sognepræst ved Kirken i Ørestad. Weissfeld er uddannet som skuespiller fra Statens Teaterskole i 1992 og er teolog fra Københavns Universitet fra 2011. Født i Danmark, men opvokset i Luxembourg.

## Film og TV
- "Rimini" instr. Maria Sødahl, Den Danske Filmskole 1990.
- "Brudevalsen" instr. Thomas Vinterberg, Den Danske Filmskole 1990.
- "Obduktion" instr. Martin Lima de Faria, Den Danske Filmskole 1990.
- "De er ikke kommet for at pille rejer" instr. Nikolaj Cederholm, DR 1992.
- "Interview" instr. Anette Olesen, DR 1992.
- "Enten eller" instr. Mikael Fock, DR 1994.
- "Natsværmer" instr. Susanne Bier, Zentropa 1996.
- "Skæbnebilleder" instr. Linda Krogsøe, Det Danske Filmværksted 1996.
- "Sekten" 1997.
- "Så smukt!" instr. Thomas Rostock, Locomotion Film 1997.
- "Finn'sk fjernsyn" instr. Ebbe Nyvold, Skandinavisk Film Kompagni 2000.
- "Skjulte spor" instr. Martin Miehe-Renard, Nordisk Film 2001.
- "Forsvar" instr. Niels Arden Oplev, Nordisk Film 2003.
- "Hallo Robbie" instr. Christoph Klünker, ZDF 2003.
- "Han, hun og Strindberg" instr. Linda Wendel, Babyfilm 2004.
- "Ørnen" instr. Jesper W. Nielsen, DR 2005.
- "Klovn" instr. Mikkel Nørgaard, TV2 2008.
- "Headhunter" instr. Rumle Hammerich, Nordisk Film 2009.

## Radio, reklamefilm
- Diverse radiospil (bl.a. "Sex og sult" instr. Carsten Rudolf)
- Oplæsning for Radioteatret, DR.
- Dubbing af div tegnefilm, Sun Studio.
- Reklamefilm for Volkswagen 2003.
- Reklamefilm for KIMS, instr. Søren Fauli, 2004
- Reklamefilm for LOTTO, instr. Axel Laubscher, 2005

## Teater
Ansat på Det kongelige Teater siden juli 1992;
- "Goldbergvariationer" af George Tabori, instr. Flemming Weiss Andersen.
- "Fruen fra havet" af Henrik Ibsen, instr. Jan Maagaard.
- "Syden" af Julien Green, instr. Jan Maagaard.
- "Vintereventyr" af William Shakespeare, instr. Jan Maagaard.
- "Kanin Kanin" af Coline Serreau, instr. Birgitte Kolerus.
- "Dameskrædderen" af George Feydeau, instr. Henning Moritzen.
- "Verden er våd og lys" manuskript og instr. Jakob Christensen
- "Atterdag" instr. Henrik Sartou, Grønnegårdsteatret 1993.
- "Et juleeventyr" instr. Mogens Pedersen, Grønnegårdsteatret 1995.
- "En duft af ungdom" instr. Katrine Wiedemann, Betty Nansen Teatret 1995.
- "Prometheus" instr. Henrik Sartou, Teater Atlantic 1996.
- "Dage som græs" instr. Jakob Oschlag, Team Teatret 1997.
- "Skybrud" instr. Emil Korf Hansen, Det kongelige Teater 1997.
- "Jesus" instr. Henrik Sartou, Det kongelige Teater 1997.
- "Babylon" instr. Jens August Wille, CafeTeatret 1999.
- "Jeg er grim" instr. Jens August Wille, Det kongelige Teater 1999.
- "Kærlighedens Kværulanter" instr. Klaus Hoffmeyer, Det kongelige Teater 2000.
- "Genfærd" instr. Carsten Rudolf, Det kongelige Teater 2000.
- "Og vi skal aldrig skilles" instr. Lotte Horne, Folketeatret 2000.
- "Extrem Sport" instr. Katrine Wiedermann, Teater Grob 2003.
- "Søstrene Knudsen Raser ud" instr. Emil Hansen, Caféteatret 2006.
- "Kirsebærhaven" instr. Katrine Wiedermann, Det kongelige Teater 2007.